# Westvest 7
Westvest 7, tegenwoordig Westvest 5, is een monumentaal pand uit de 19e eeuw aan het Westvest in de stad Delft, in de Nederlandse provincie Zuid-Holland. Westvest 7 werd tien jaar na de bouw van Westvest 9 gebouwd naar een ontwerp door de Duitse architect Eugen Gugel.
Het rijksmonument heeft een gepleisterde middenrisaliet. Het pand maakt deel uit van een samenstel van diverse met elkaar verbonden gebouwen. Westvest 7 en 9 werden gebouwd ter uitbreiding van de Oude Delft 95. De twee naast elkaar gelegen neoclassicistische onderwijsgebouwen zijn een stedelijker versie van de villa's zoals die langs de singels in andere Hollandse steden verrezen.